# Destructor Estelar clase Ejecutor
El Ejecutor es el nombre de una nave espacial en el universo de Star Wars.
El Destructor Clase Ejecutor, también llamado Super Destructor Clase Ejecutor o Acorazado Estelar Ejecutor, es la segunda nave más grande de la Marina Imperial, después del Destructor Eclipse. Los primeros ya estaban construyéndose antes de la Batalla de Yavin, para que, en las escaramuzas siguientes, el propio Darth Vader empleara la primera de estas naves, el Ejecutor, el cual era la nave insignia no solo de la flota del Imperio, sino también del Escuadrón de la Muerte.
Hubo cuatro antes de la Batalla de Hoth, incluyendo el Lusankya, el Ejecutor de Ysanne Isard que servía como prisión en Coruscant o el Puño de Hierro de Zsinj. Sin embargo, pronto hubo más, como el Aniquilador, que se ocupaba de vigilar la construcción del Destructor Eclipse, o el Terror, que dirigía el proyecto TIE Fantasma.
Estas naves rara vez debían entrar en combate. Su increíble longitud o su temible armamento, o, simplemente, su forma, bastaban para que bases rebeldes enteras se rindiesen. Las pocas veces que debían entrar en batalla lo hacían con resultados sobresalientes, el mejor ejemplo fue la destrucción del Puño del Falleen del príncipe Xizor a manos del Ejecutor de Darth Vader.
Durante la Batalla de Endor, el Ejecutor se enfrentó a la flota rebelde, como nave comandante de la Flota. Sin embargo, al final de la batalla, perdió sus escudos para después ser destruido por un Ala-A.
El Puño de Hierro fue destruido cuando Han Solo pudo impactar dos misiles de concusión en el puente del Destructor matando a Zsinj y destruyendo la nave.
El Aniquilador  fue destruido poco después de la Batalla de Endor cuando Tyber Zann localizó y robó el Destructor Eclipse en Coruscant usando su superláser para acabar con el Destructor.
El Terror también fue destruido cuando Novato Uno y Ru Murleen consiguieron robar un TIE Fantasma, bajo las órdenes del Almirante rebelde Acbkar.
Tras el Imperio, la Nueva República salvó al Lusankya de Coruscant y se otorgó a Wedge Antilles. El Lusankya es el Ejecutor más duradero, y uno de los pocos que se han enfrentado a una nave igual.
Para la Guerra Yuuzhan Vong, la Alianza Galáctica contaba con, al menos, dos: el Lusankya y el Guardián. El Lusankya se sacrificó en la Operación Lanza del Emperador.
Para la Segunda Batalla de Coruscant, el Guardián actuó como una de las múltiples naves comandante de esta batalla final. Tras la erradicación de los Yuuzhan Vong, es desconocido lo que le ocurrió al Guardián.
- Datos: Q2738190